# لول (فلم)
لول (بالإنجليزية: LOL) هو فيلم سينمائي أُصدر في أمريكي سنة 2012. الفيلم من إخراج ليزا أزويلوس ومن بطولة مايلي سايرس.

## القصة
تدور أحداث الفيلم في عالم الاتصالات وتكنولوجيا المعلومات حيث الفيسبوك واليوتيوب وأى تيونز، فها هي لولا وأصدقائها في المرحلة الثانوية ليس لديهم قيود، وكافة سبل الاتصالات متوفرة وكل شيئا متاح من رومانسية وصداقة وتعدد العلاقات والتعجرف، ونتيجة لذلك تزداد الفجوة بينهم وبين آبائهم، إلى أن يكتشفوا عواقب كثيرة نتيجة تلك الفجوة

## الممثلون والشخصيات
| الممثل      | الشخصية التي لعبها |
| ----------- | ------------------ |
| مايلي سايرس | لولا               |
| دیمي مور    | ام لولا            |
| آشلي غرين   | اشلي               |
| توماس جين   | الين               |

## إيرادات شباك التذاكر
حقق الفيلم أرباحا تقدر بـ $10,404,506

## وصلات خارجية
- مقالات تستعمل روابط فنية بلا صلة مع ويكي بيانات